# Brittiska köket

Afternoon tea serverat på ett hotell.

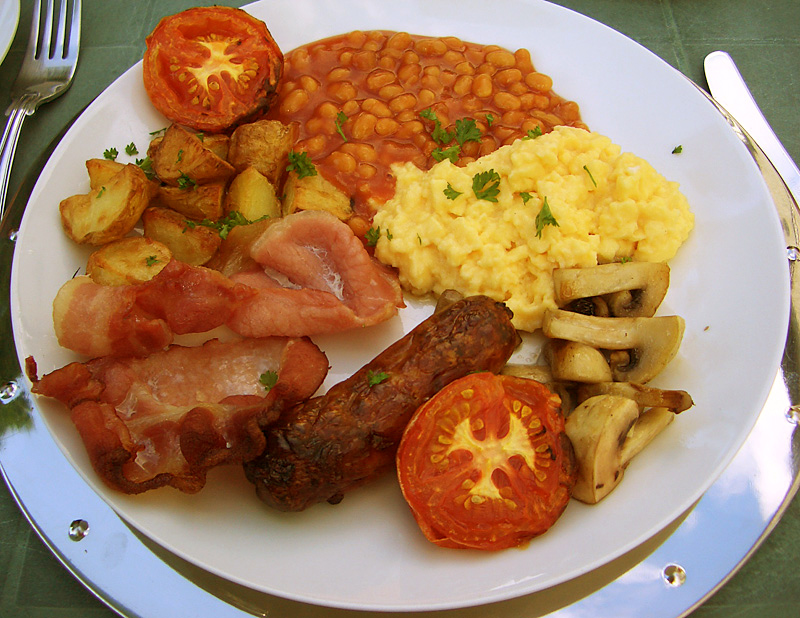
Brittisk frukost, äggröra, vita bönor i tomatsås, stekta champinjoner, stekt korv, bacon och grillade tomater.

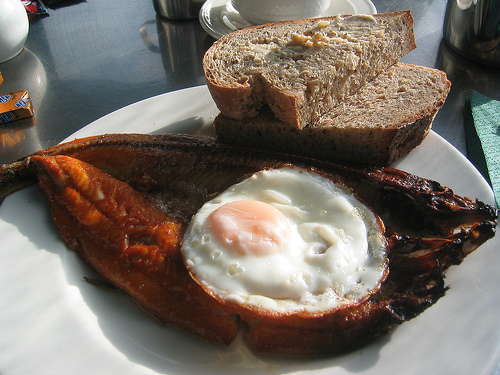
Kippers, rökt fisk som äts till frukost.

Det brittiska köket avser mat från England, Skottland, Wales och Nordirland.

## Historia
Det brittiska köket är av tradition mer präglat av kulinarisk konservatism än av de kontakter man genom århundraden av stormaktsambitioner haft med andra kulturer.
På en viktoriansk frukostbuffé serverades skinka, kall tunga, fisk, stekt njure och ”kedgeree” (en indiskt inspirerad rätt med fisk, ägg och ris). Man åt fisk till frukost på kolonialtiden, så att fisken som fångats samma morgon inte skulle bli dålig av det varma klimatet.
Redan på medeltiden såldes pajer på så kallade "pie shops”. Utefter kusten såldes ofta kokta skaldjur och ostron eller ål direkt från kajen.
Sandwich har brittiskt ursprung och ska ha tillkommit 1762 genom John Montagu, 4:e earl av Sandwich.
Den varma engelska frukosten är en kvarleva från industrialismens dagar då långa arbetsdagar med hårt arbete krävde energirik mat.
På 1900-talet, med trålfiskets utveckling, blev fish and chips (friterad fisk och pommes frites) populär snabbmat.

## Frukost
Te är vanligt och ofta av det nationella märket Yorkshire tea eller PG tips.
"Beans on toast" är en populär frukost hos barn och är rostat bröd med vita bönor i tomatsås. 
Scones och crumpets serveras med smör och sylt. Clotted cream är en engelsk mejeriprodukt som kan serveras till. 
Bacon bap är vitt bröd med smör och stekt bacon.
Traditionell engelsk frukost, ofta kallad "full english breakfast", äts vanligen på lördagar eller söndagar och är även populär frukost på hotell och café. Frukosten består av rostat bröd, stekt ägg, bacon, blodpudding, stekta eller grillade tomater, stekta champinjoner, stekt korv, vita bönor i tomatsås av märket Heinz och hash browns (liknar potatisbullar). HP-sås och ketchup är tillbehör. Avslutningsvis dricks te eller kaffe. 

## Lunch
Det är vanligt med smörgås och en liten påse chips till lunch. En populär smak på chips är med salt och vinäger. Färdiga smörgåsar kan köpas på cafe eller i matbutik. Vanliga fyllningar är ost, skinka, coronation chicken, rökt lax med philadelphiaost, äggröra med vattenkrasse, räkröra och biff med pepparrot.   
På caféer med lunchmeny ses förutom smörgåsar ofta soppa, bakad potatis med olika tillbehör. En "Ploughmans lunch" är en tallrik med chark, ost, paj och grönsaker.

## Skolmat
Skolbarn som går på kommunal skola brukar ha med sig lunchlåda med smörgåsar även om det går att köpa lunch på skolan till subventionerat pris. Frukt och grönsaker och en liten dryck ingår i lunchlådan. Ibland med en liten chipspåse.
Brittisk skolmat bestod tidigare ofta av halvfabrikat och friterade rätter. Detta har bland annat bidragit till den ökade ungdomsfetman i landet. Kocken Jamie Oliver har i en serie TV-program starkt kritiserat den brittiska skolmaten och politiska åtgärder har vidtagits för att förändra kosthållningen.

## Middagsrätter
Pajer är populärt i det brittiska köket. Vanligast är smördegsinbakad matpaj med olika fyllningar som kyckling, bacon, biff, svamp, ost, njure, ägg, potatis och grönsaker. Steak pie innehåller grytbitar av nötkött och skysås och serveras ofta med potatismos och kokta grönsaker som tillbehör.
Cottage pie är en matpaj med köttfärs, grönsaker och täckt med potatismos. Om det är lammfärs kallas pajen shepherd's pie och med fisk kallas det fisherman's pie eller fish pie.
Bangers and mash är färsk korv serverad med potatismos, gröna ärtor och skysås.
Bubble and squeak liknar potatisbullar med tillagad av potatis och grönsaker som är överblivet från en sunday roast.
Toad in the hole liknar ugnspannkaka toppad med korv.

## Sunday roast

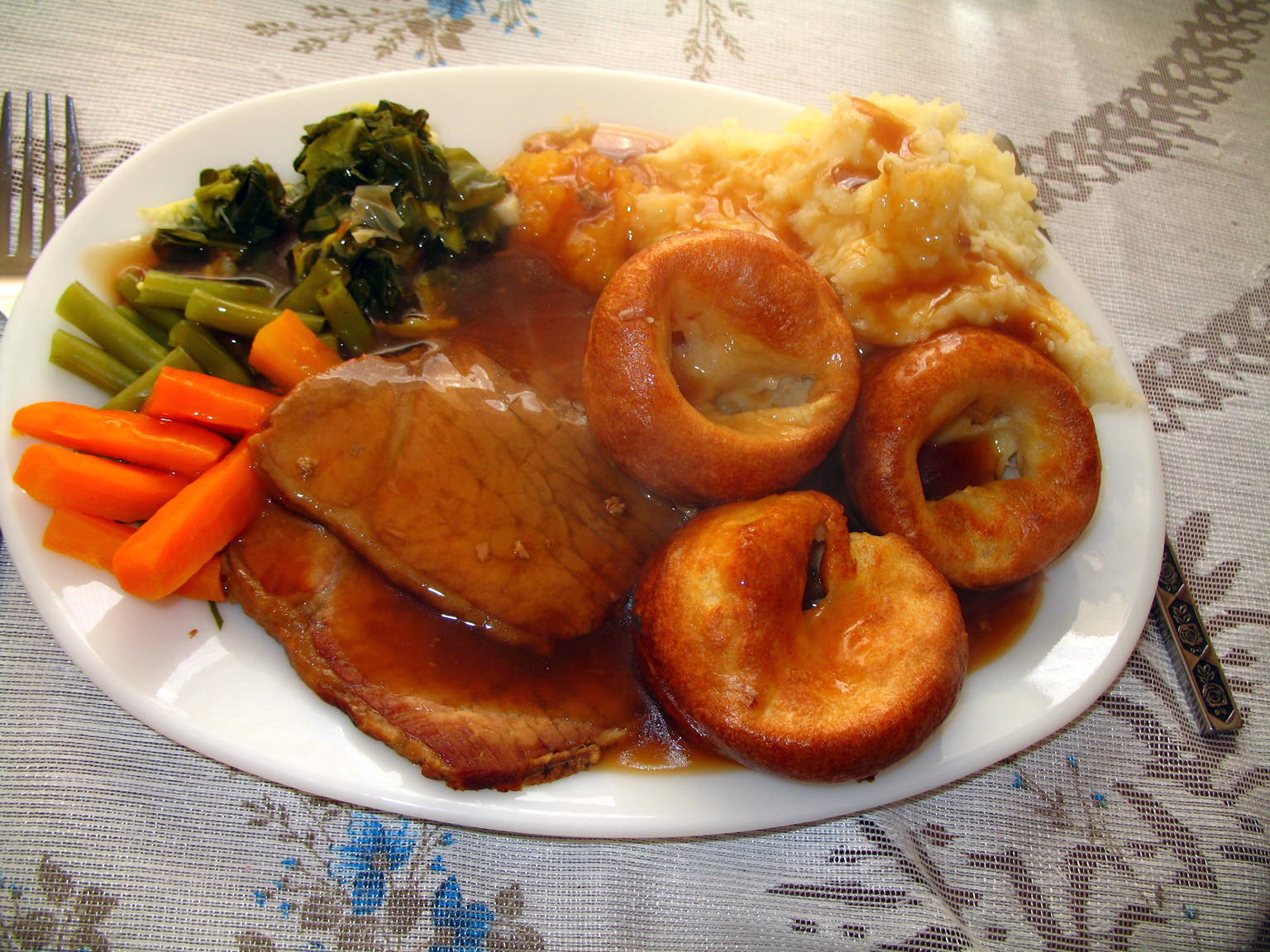
Sunday roast med potatismos, grönsaker och Yorkshire pudding.

På söndagar brukar många familjer äta stek till middag, antingen hemma eller på puben. Denna middag serveras oftast redan på tidig eftermiddag.
Rostbiff serveras med potatis, skysås, lättkokta grönsaker och yorkshirepudding. Horseradish är ett tillbehör till stek som är en bredbar pepparrotsröra på burk. Ett tillbehör till stek är ostgratinerad blomkål. Beef Wellington är ett sätt att servera stek. En populär söndagsrätt är lammstek med myntasås. Till kyckling kan brödsås serveras. Nut roast är ett allt mer förekommande vegetariskt alternativ till stek.

## Efterrätter och bakverk
Eton mess har sitt ursprung från Eton och är en efterrätt med jordgubbar, maräng och vispad grädde.
Sticky toffy pudding är en ugnsbakad kaka med dadlar som serveras med kolasås. Andra förekommande efterrätter är äppelpaj, rolly polly pudding, spotted dick, trifle, viktoriakaka och brödpudding  . 
Hot cross buns är vetebullar med glasyr som  serveras på påsken
Yorkshire parkins är en kaka med havregryn som bakas till Guy Fawkes Night som är höstens årliga bon fire 

## Brittisk deli
Det är populärt att handla kött och delikatesser hos slaktaren. Kött är lokalt och närproducerat. Här finns ofta smördegsinbakade pajer att köpa. Det är populärt med scotch eggs (friterat kokt ägg med korvfärs). Sausage rolls (smördegsinbakad korv) finns ofta att köpa. Hemlagad blodpudding och korv är populärt att köpa hem till helgfrukost. Pastys liknar piroger och innehåller kött och potatis. Pork pies är i portionsformat och är små fläskköttspajer med gele och serveras med cumberlandsås.
Det finns många lokala ostar, till exempel cheddar och stinky bishops.
På bagerier ses ofta pastys, scones och engelska muffins.
Coronation chicken är en smörgåsröra med kyckling, russin och curry. Det ursprungliga receptet togs fram till Drottning Elisabeths kröning 1953.

## Afternoon tea

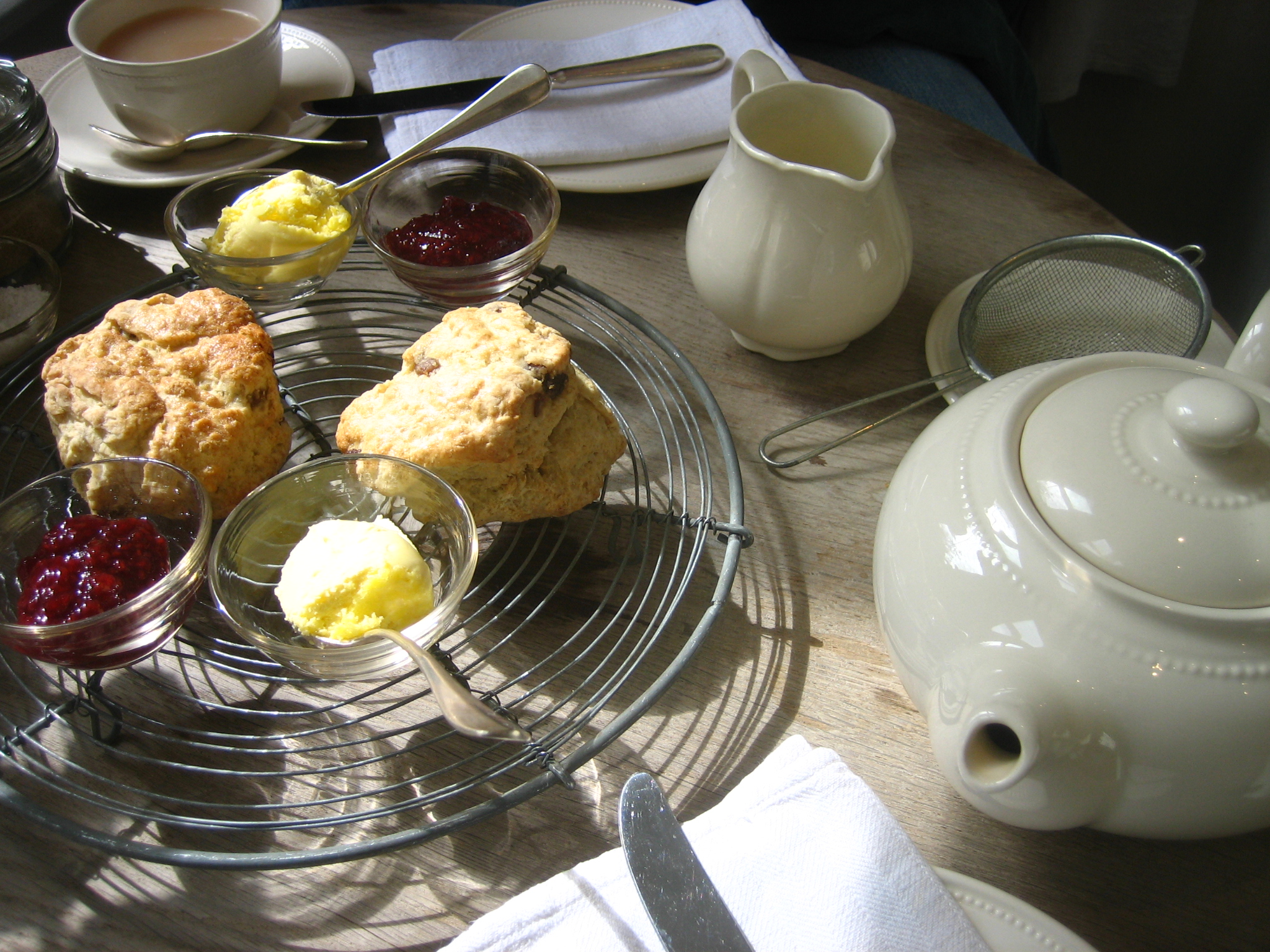
Afternoon tea.

En brittisk tradition är "afternoon tea", vilket är eftermiddagste serverat mellan kl 15 och 17. Det är en måltid med starkt te som dricks med mjölk och ibland socker. Till detta serveras små smörgåsar med gurka, lax, skinka, ägg eller fiskröra, scones med smält smör, marmelad, lemon curd och clotted cream (ett slags tjock grädde) och diverse andra småkakor.
I både Skottland och England serveras crumpets som små, runda tjocka pannkakor gjorda med jäst som serveras varma med smält smör och sylt.
"High tea" är te som förekommer mellan 17 och 18, som äts vid det stora bordet istället för vid de små teborden. Det är en kraftigare måltid med kallt uppskuret kött – till exempel skivor av skinka, kall tunga eller dyl, ägg, fisk, smörgåsar, crumpets, kakor och frukt. High tea kan vara en kraftigare varm måltid serverad med te, senare på kvällen. Anna Maria Russell, 6:e hertiginna av Bedford, (1783–1857) anses vara uppfinnaren av "Afternoon tea". Hon brukade bjuda in sina vänner en stund på eftermiddagen till en lätt måltid med te kombinerad med promenader i parkerna. (Innan dess åt britterna endast frukost och kvällsmat). Hon sägs ha gjort te till en omtyckt måltid och till en social händelse.

## Indisk mat

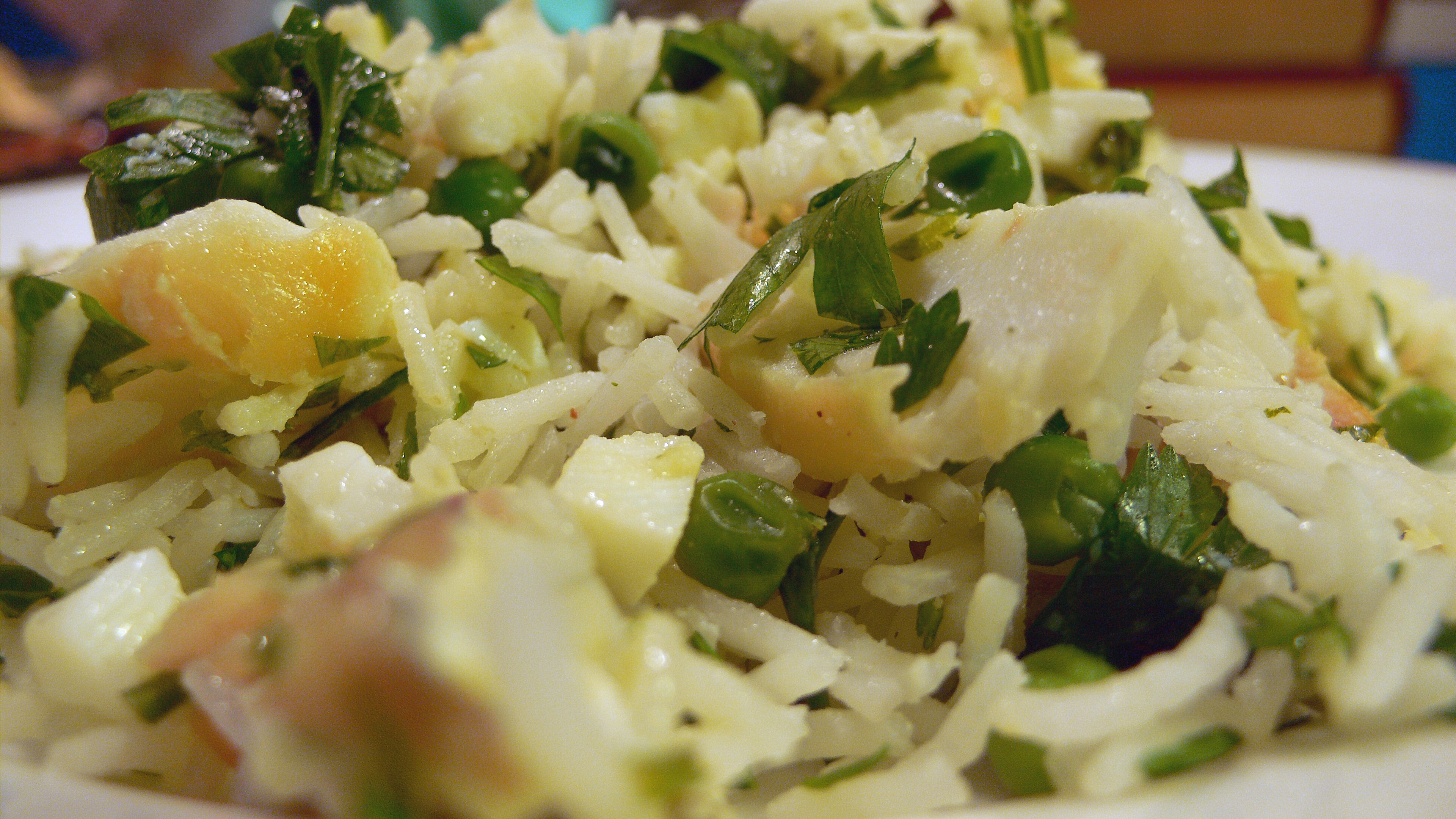
Kedgeree, fiskrätt med ägg och ris.

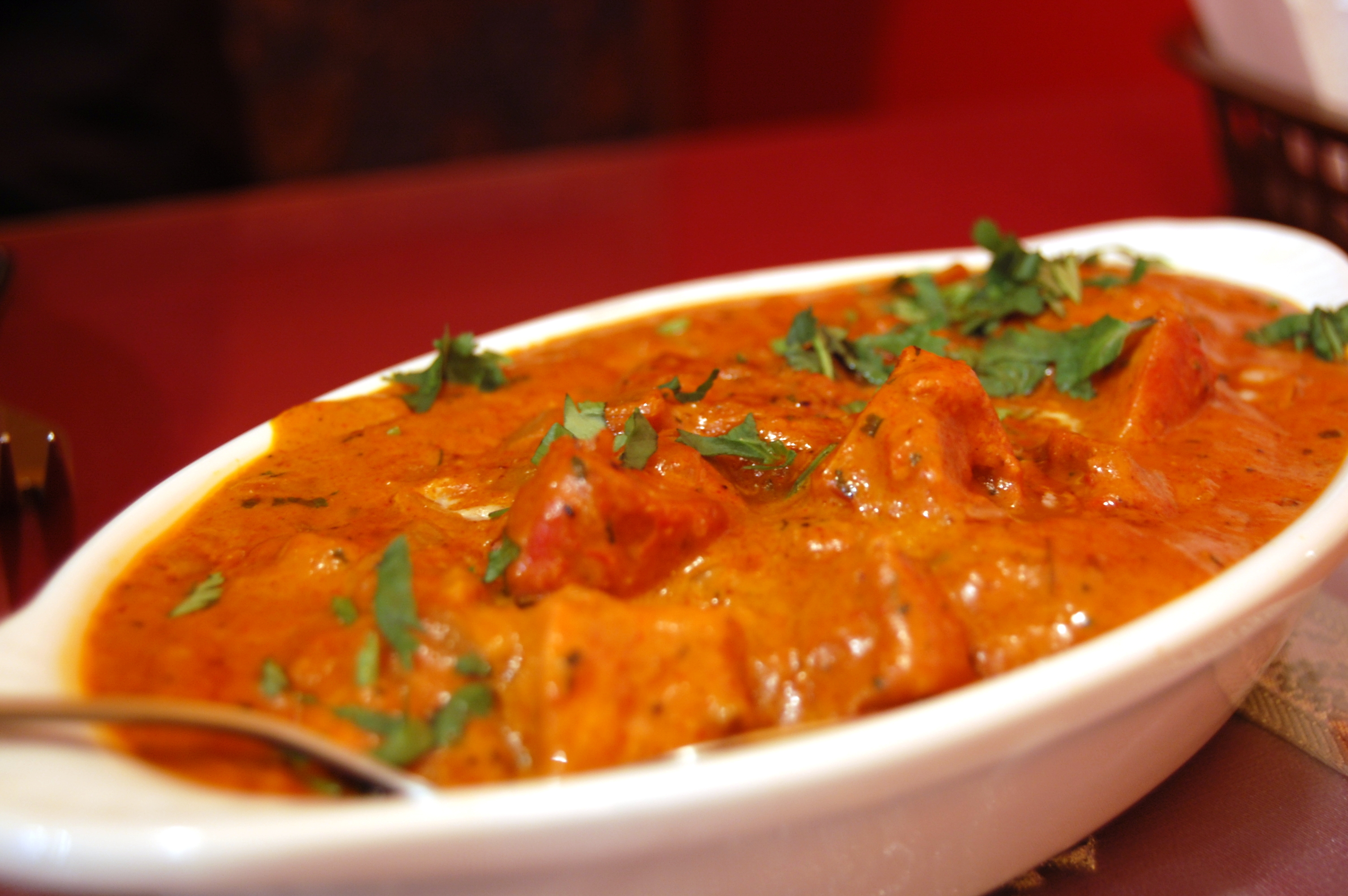
Chicken tikka masala, kyckling med curry.

Den mest vanliga maten vid sidan av det inhemska köket är indisk mat. Vissa maträtter har blivit del av det brittiska köket, som i Storbritannien kallas för "Anglo-Indian cuisine".
Maträtter med indisk inspiration började serveras på engelska värdshus redan 1809. På 1900-talet ökade ständigt antalet av sådana curry-hus (curry-house).
Indiskinspirerade maträtter är till exempel mulligatawnysoppa, kedgeree, chicken tikka masala och madras curry.
Benämningen curry används i Storbritannien som ett samlingsbegrepp för en mängd kryddiga asiatiska, främst indiska, maträtter.  Kryddan curry är en kryddblandning skapad för att efterlikna smaken på den indiska maten. Det finns ingen exakt definition för vad som klassificerar en maträtt som en curryrätt, men vanligtvis innehåller rätterna kryddor såsom spiskummin, koriander, ingefära, bockhornsklöver och gurkmeja. Dessa kryddor finns med i kryddblandningen curry.

## Julmat

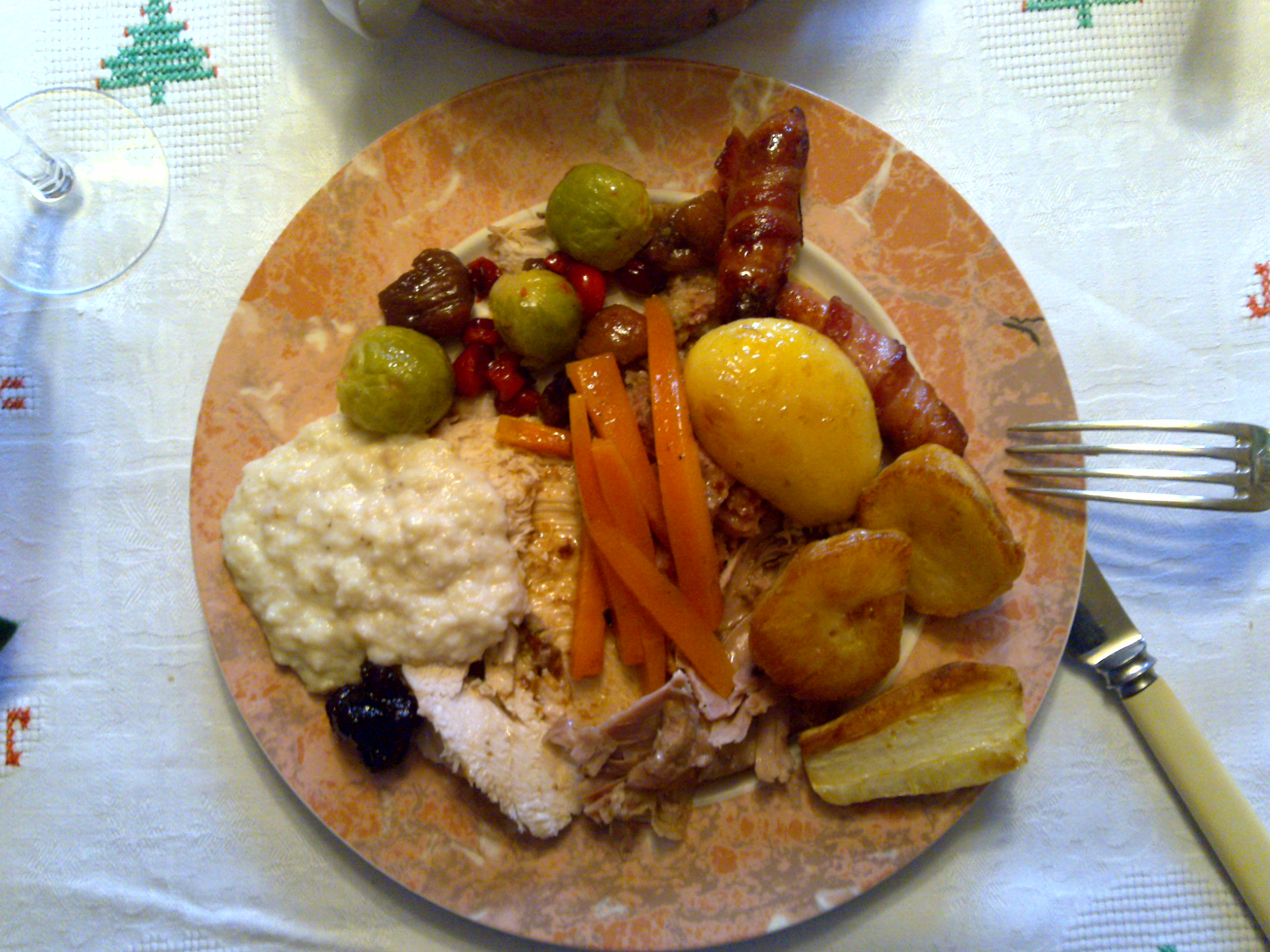
Brittisk julmiddag med Pigs in a blanket.

Stekt kalkon fylld med stuffing är klassisk julmat på juldagen. Det äts även smördegsinbakad korv (pigs in a blanket – det vill säga "grisar i täcke") och vanliga tillbehör är brysselkål, skysås, ugnsrostad potatis med ankfett.
Som bakverk under advent äts  mince pie (smördegskaka med sultanas) och en krämig chokladkaka; Yule log.
Christmas pudding har sitt ursprung från medeltiden och är en ångad pudding med torkad frukt, nötter, smör, brunt socker, brandy och kryddor.

## Snabbmat

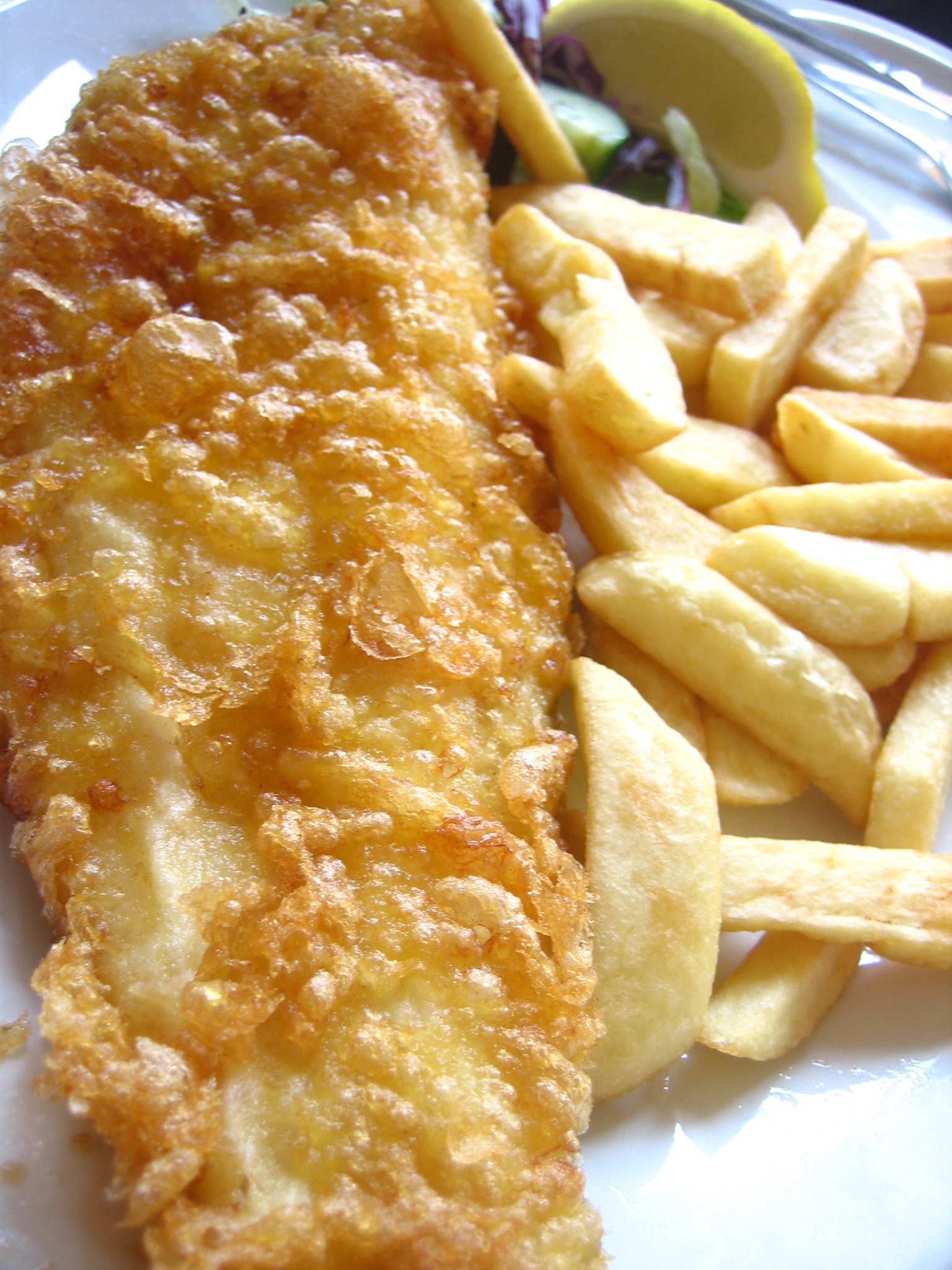
Fish and chips.

Snabbmat som idag är tydligast förknippad med brittisk matkultur är fish and chips (friterad panerad fisk, stänkt med maltvinäger, pommes frites och mushy peas (grönt ärtmos). Den är ofta tillagad av färsk torsk eller kolja. Vanlig sås som tillbehör är tartarsås och currysås. Picklat kokt ägg finns som tillbehör. Tidigare serverades fish and chips i tidningspapper, men hälsovårdsmyndigheterna förbjöd detta och branschen övergick då till rent omslagspapper.
I Cornwall serveras ofta crab rolls med färsk krabba. 
Det är vanligt med kinesisk mat, indisk mat, pizza och kebab som hämtmat.

## Vegetarisk mat
Det är vanligt att restauranger markerar vegetariska rätter med en grön bock i marginalen på menyn. Anvisningar för märkning av vegan- och vegetariska alternativ utfärdades av brittiska myndigheter 2006.